# Royal Pains
Royal Pains (reso graficamente come ℞oyal Pains) è una serie televisiva statunitense ideata da Andrew Lenchewski e John P. Rogers e prodotta dal 2009 al 2016.
La serie racconta la vita di Hank Lawson, brillante medico newyorkese di pronto soccorso, che per una serie di eventi si ritrova a lavorare come medico privato per una ricca comunità negli Hamptons.
Royal Pains è trasmessa in prima visione negli Stati Uniti da USA Network. In Italia è trasmessa dai canali pay Joi e Premium Stories, e in chiaro da Italia 1 e La5.

## Trama

### Sinossi
Hank Lawson è un giovane e promettente medico di pronto soccorso a New York. Durante un concitato pomeriggio, sceglie di occuparsi prima di un giovane ragazzo gravemente ferito, piuttosto che dell'anziano e maggior finanziatore dell'ospedale per cui lavora; nonostante la scelta di Hank sia stata moralmente e legalmente giusta, ciò finisce per costargli il licenziamento. Dopo che tutto il suo mondo gli è crollato addosso, Hank decide quindi di trasferirsi negli Hamptons, meta vacanziera di ricche e benestanti famiglie, dove si reinventa "medico a domicilio".

### Prima stagione
Ancora scottato per il licenziamento, Hank accetta l'invito di suo fratello Evan, un giovane commercialista, a trascorrere una vacanza negli Hamptons per distrarsi dai recenti eventi; qui le sue capacità mediche colpiscono Boris, un ricco signore tedesco che vive in un grande castello del luogo, il quale gli propone di diventare il suo "medico a domicilio". Inizialmente Hank rifiuta: fondamentale è l'incontro con Jill, la responsabile dell'Hamptons Heritage, l'ospedale della contea.
Per Hank è un colpo di fulmine, che lo porta a decidere stabilirsi negli Hamptons insieme al fratello, ospitati nella dépendance della residenza di Boris. Hank ed Evan creano così la HankMed, uno studio medico privato, con cui iniziano a guadagnare in maniera decisamente facile grazie alle numerose richieste di aiuto da parte della comunità. Entra a far parte della HankMed anche Divya, una giovane del posto che ha studiato medicina contro il volere dei genitori, e che vorrebbe intraprendere la professione medica; la ragazza proviene da una famiglia di origine indiana, molto tradizionalista, che tra l'altro le ha da tempo organizzato un matrimonio combinato con Rajan, un suo amico d'infanzia. Tra i clienti fissi di Hank c'è la signora Newberg, una ricca ed eccentrica donna che presto prende Hank in simpatia. Intanto tra Jill e Hank nasce una forte amicizia che si trasforma presto in amore, interrotto bruscamente dal ritorno negli Hamptons di Charlie, l'ex marito di Jill.
Per quanto riguarda il suo lavoro, Hank viene a conoscenza del fatto che Boris ha una rara malattia genetica ereditaria, a cui da anni l'uomo sta cercando di trovare una cura con ogni mezzo possibile. Divya invece cerca di vivere la sua vita in modo indipendente e lontano dalla sua oppressiva famiglia, supportata in questo da Evan, ma dopo aver reincontrato Rajan cambia idea e si fidanza ufficialmente con lui. Le cose per Hank ed Evan sembrano andare finalmente alla grande, fino a quando Hank scopre che alcune azzardate operazioni finanziarie fatte dal fratello stanno rischiando di portare la HankMed al fallimento; la cosa più sconcertante per lui è però scoprire che queste operazioni sono state suggerite e pianificate da Eddie, il padre che non vede da vent'anni.

### Seconda stagione
Eddie, il padre di Hank ed Evan, arriva negli Hamptons per rincontrare i figli e per cercare di risolvere i problemi che ha causato loro; mentre Evan è felice di riaverlo di nuovo accanto, Hank è ancora arrabbiato per il modo in cui li abbandonò vent'anni prima, rapportandosi in maniera distaccata e diffidente. Eddie trova però presto il modo di rimanere negli Hamptons, fidanzandosi con la signora Newberg. Intanto Hank e Boris scoprono una possibile cura per la sua malattia a Cuba, messa a punto da Marisa, una dottoressa con cui in passato l'uomo ha avuto una relazione.
Nel corso di un viaggio clandestino sull'isola, Boris e Marisa si riscoprono innamorati, tanto che l'uomo riesce a farla fuggire negli Stati Uniti. Divya è invece alla prese con i preparativi per il suo matrimonio con Rajan, ma l'incontro con Adam, un affascinante paziente, le fa nascere molti dubbi sulla sua relazione. Da parte sua, Jill cerca di portare avanti la creazione di una clinica gratuita al servizio dei meno abbienti, ostacolata in questo dal suo capo Elizabeth, che vorrebbe destinare i fondi dell'ospedale ad ambiti più elitari. Jill e Hank continuano a essere buoni amici, anche se talvolta non riescono a mascherare i sentimenti che provano l'uno per l'altra.
Hank deve fare i conti anche con l'arrivo negli Hamptons di Emily, una spregiudicata e affascinante medico a domicilio, con cui entra presto in concorrenza sul piano lavorativo; inaspettatamente però, questo li porta ad avvicinarsi e a innamorarsi. Anche Evan trova finalmente l'amore grazie a Paige, una giovane e ricca ragazza. Quando i rapporti tra Eddie e i figli sembrano ricucirsi, attraverso un'indagine privata Boris scopre il reale motivo della sua presenza negli Hamptons: dopo una condanna, Eddie ha fatto un patto con l'FBI per spiare Boris e le sue attività; la circostanza porta l'uomo a darsi nuovamente alla fuga. Divya invece capisce di dover fare la cosa giusta, e annulla le sue nozze.

### Terza stagione
Divya è alle prese coi problemi economici derivanti dal suo mancato matrimonio. Contemporaneamente, Hank ed Evan cercano di riavvicinarsi al padre, il quale si è mostrato ravveduto dei passati misfatti e ha deciso di scontare la sua pena in Florida; nell'occasione conoscono Ted, l'uomo che sta aiutando Eddie a rigare dritto, e scoprono che si tratta del nonno che non hanno mai conosciuto. Evan cerca anche di sistemare i rapporti col padre di Paige, che non vede di buon occhio la relazione tra i due; ciò nonostante, trova il coraggio di chiedergli la mano della figlia.
Nel frattempo, Jill rimane coinvolta in un incidente d'auto che si rivela essere legato agli affari privati di Boris, il quale si ritrova a sua volta vittima di oscure trame familiari a opera dei suoi parenti. Intanto Divya – bisognosa di soldi dopo che la sua famiglia, a seguito dei fatti delle nozze, le ha tagliato i fondi – accetta un lavoro all'Hamptons Heritage, dove conosce il dottor Paul Van Dyke. Dopo lo scampato incidente, Jill sente sempre più pressante il bisogno di trovare un nuovo modo per aiutare gli altri, e matura l'idea di lasciare gli Hamptons per andare a lavorare come medico nei luoghi bisognosi della Terra. Vari contrasti circa la gestione della HankMed portano i due fratelli a rompere, con Hank che abbandona lo studio medico.

### Quarta stagione
Dopo che Jill è partita definitivamente in giro per il mondo, Divya ed Eddie riescono a far riconciliare i due fratelli Lawson, che ritornano così a lavorare insieme. Nella nuova HankMed entrano a far parte il dottor Van Dyke assieme a Jeremiah, un medico di laboratorio dal bizzarro comportamento. Dal canto suo, Hank decide di voler essere sempre più coinvolto negli affari di Boris, esponendosi in prima persona. Intanto, Divya cerca anche di recuperare il rapporto col padre, che è ancora risentito con lei per l'esito del mancato matrimonio, mentre Paige, ormai promessa sposa di Evan, inizia a dare una mano allo studio medico come segretaria; la stessa ragazza affronta un difficile momento quando scopre di essere stata adottata, e inizia a cercare la sua vera madre.
Nel frattempo Hank comincia a frequentare Harper, una pediatra che si prende cura del figlio di Boris e Marisa. Visto l'imminente inizio degli studi di Paige, Evan le propone di anticipare il loro matrimonio prima della fine dell'anno. A causa dei suoi affari, Boris è vittima di un attentato al castello, in cui apparentemente perde la vita, e in cui rimane coinvolto anche Hank. Durante gli addii al celibato di Evan e Paige a Las Vegas, Divya convola frettolosamente a nozze con Rafa, un giocatore di polo conosciuto poche settimane prima, mentre Hank inizia a mostrare dei disturbi imputabili ai postumi dell'attentato. Tra mille imprevisti, Evan e Paige riescono finalmente a sposarsi a Natale, nella singolare cornice degli Hamptons sotto la neve.

### Quinta stagione
Hank ha subito una craniotomia con una lunga convalescenza, a causa dell'esplosione che ha visto la morte di Boris. A causa di alcuni problemi burocratici della Hankmed, la società deve rimanere chiusa per tre giorni così Hank decide di partire per Budapest per indagare meglio su quanto è successo a Boris e lí scopre che in realtà Boris non è deceduto. Boris confida ad Hank che dopo l'esplosione ha deciso di rifugiarsi a Budapest per capire chi voleva la sua morte. Marisa e Carlos sapevano tutto. Divya scopre di aspettare un bambino da Rapha. Dopo un inizio un po' burrascoso, la gravidanza viene confermata e lo comunica agli amici più stretti. Hank decide di partire con Boris. Evan si candida come consigliere comunale.
Nasce la bimba di Divya e lei inizia a stringere rapporti, tramite Skype con la mamma di Rapha, il papà della bambina. Durante un viaggio d'affari di Boris, Divya decide di partire con Boris ed Hank per andare a trovare per la prima volta la mamma di Rapha in Argentina. Arrivata li, la mamma di Rapha le fa capire che vuole tenere la nipotina per sé non permettendo a quest'ultima di poter tornare in America non avendo l'autorizzazione del padre. Divya però alla fine riesce a partire. Arrivata a casa si scopre che Boris ha deciso di comprare l'ospedale e propone a Divya, ad Hank, ad Evan e a Jeremia di diventare vicepresidente delegato dell'ospedale. I quattro accettano e si tuffano in questo nuovo progetto.

## Episodi
| Stagione         | Episodi | Prima TV USA | Prima TV Italia |
| ---------------- | ------- | ------------ | --------------- |
| Prima stagione   | 12      | 2009         | 2009            |
| Seconda stagione | 18      | 2010-2011    | 2010-2011       |
| Terza stagione   | 16      | 2011-2012    | 2011-2012       |
| Quarta stagione  | 16      | 2012         | 2012-2013       |
| Quinta stagione  | 13      | 2013         | 2013            |
| Sesta stagione   | 13      | 2014         | 2014-2015       |
| Settima stagione | 8       | 2015         | 2016            |
| Ottava stagione  | 8       | 2016         | 2016            |

## Personaggi e interpreti

### Personaggi principali
- Henry "Hank" Lawson (stagioni 1-8), interpretato da Mark Feuerstein, doppiato da Niseem Onorato.
È il protagonista della serie. Hank è un brillante medico ospedaliero. Dopo la morte accidentale del principale finanziatore della struttura dove lavora, viene accusato dell'accaduto e licenziato. Grazie a suo fratello Evan, riesce a risollevarsi, e ora lavora come medico privato negli Hamptons, dove ricche e benestanti persone richiedono i suoi servizi. In realtà Hank è un medico generoso e altruista, e offre i suoi servizi a chiunque ne abbia bisogno. Dopo l'incontro con Jill Casey s'innamora a prima vista, e i due iniziano a lavorare a stretto contatto per curare i pazienti più disparati, instaurando al contempo con la donna una complicato rapporto di amicizia/amore. Odia il padre Eddie, colpevole di aver abbandonato lui ed Evan da ragazzi, e non vede di buon occhio il suo ritorna nella loro vita.
- Evan Richard Lawson (stagioni 1-8), interpretato da Paulo Costanzo, doppiato da Edoardo Stoppacciaro.
È il fratello di Hank. Evan è un commercialista, ed è l'amministratore della HankMed, la società medica da lui creata assieme a Hank e Divya. A differenza del fratello, Evan sul lavoro è attento soprattutto al lato economico, e si ingegna in ogni modo nel trovare metodi per aumentare i guadagni. Sempre contrariamente a Hank, lui è legato al padre, ed è più disponibile a dimenticare il passato e a dargli fiducia. Inizialmente playboy impenitente (dagli altalenanti risultati), Evan trova stabilità sentimentale quando incontra Paige, una ricca ragazza da poco trasferitasi negli Hamptons.
- Divya Katdare (stagioni 1-8), interpretata da Reshma Shetty, doppiata da Federica De Bortoli.
È l'assistente-medico di Hank, molto preparata e desiderosa di imparare il mestiere: ha infatti studiato medicina contro il volere della famiglia. Divya ha origini indiane, e i suoi genitori le hanno da tempo programmato un matrimonio combinato con un uomo che non ama; realtà da cui cerca in tutti i modi di rifuggire, e che la pone in serio contrasto coi suoi familiari. Non sopporta Evan, e sono frequenti i litigi tra i due per i più svariati pretesti.
- Jill Casey (stagioni 1-3, ricorrente 4, guest 8), interpretata da Jill Flint, doppiata da Claudia Catani.
È la responsabile dell'Hamptons Heritage, l'ospedale della contea, che non versa in buone condizioni. È già stata sposata in passato. Quando incontra Hank, i due si innamorano, e lo convince ad aiutarla nel lavoro diversificando la sua professione – lavorando come medico privato per i benestanti del posto, e come medico dell'ospedale a domicilio per la gente comune. La loro reciproca attrazione, tra alti e bassi, va avanti finché il pressante desiderio di Jill di aiutare il prossimo, la spinge a lasciare gli Hamptons per esercitare la professione medica nei luoghi più bisognosi del pianeta.
- Boris Kuester von Jurgens-Ratenicz (stagioni 4-5, ricorrente 1-8), interpretato da Campbell Scott, doppiato da Francesco Prando.
È un ricco uomo d'affari tedesco, che possiede un grande castello negli Hamptons; in rapporti tesi con la sua famiglia d'origine, qui vive rinchiuso in una sorta di fortezza privata. Rimasto colpito dalle capacità mediche di Hank, è colui che gli offre la possibilità di lavorare come suo medico privato, oltreché per tutti gli altri membri della comunità. È un uomo molto schivo e riservato – mostrando a tratti un carattere duro e irascibile –, che custodisce gelosamente la sua vita privata e i suoi interessi. È affetto da una rara e grave malattia genetica; Hank lo assiste e l'aiuta nella ricerca di una cura.
- Paige Collins (stagioni 4-8, ricorrente 2-3), interpretata da Brooke D'Orsay, doppiata da Myriam Catania.
È una ragazza di buona famiglia, che incappa casualmente in Evan "assumendolo" per fingere di essere il suo ragazzo di fronte ai genitori, per paura di deluderli. Inaspettatamente, dopo qualche tempo i due si innamorano davvero, diventando una coppia molto unita nonostante le rispettive differenze sociali. Paige ha una passione per il mondo dell'arte, ed è alla ricerca del campo migliore in cui esprimere il suo talento.
- Jeremiah Sacani (stagioni 5-8, ricorrente 4), interpretato da Ben Shenkman, doppiato da Sergio Lucchetti.
È un medico, temporaneamente assunto da Evan per sostituire Hank dopo il loro litigio, che in seguito rimane alla HankMed anche quando i due fratelli si riconciliano. Jeremiah è esperto dottore di laboratorio, che per anni ha svolto la professione rinchiuso tra le quattro mura del suo posto di lavoro; per questo motivo, mostra parecchie carenze nei rapporti interpersonali, eccellendo nelle diagnosi ma ritrovandosi in serio imbarazzo nel relazionarsi a livello umano coi pazienti. A dispetto delle apparenze, è molto ricco per via di un'eredità ricevuta, ma il denaro non sembra interessargli particolarmente.

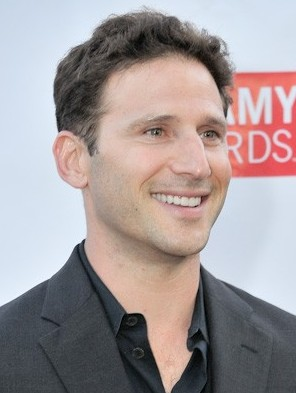
Mark Feuerstein interpreta Hank Lawson
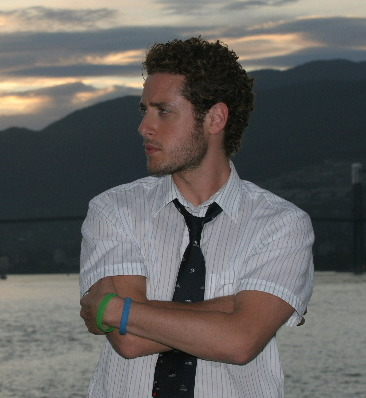
Paulo Costanzo interpreta Evan Lawson
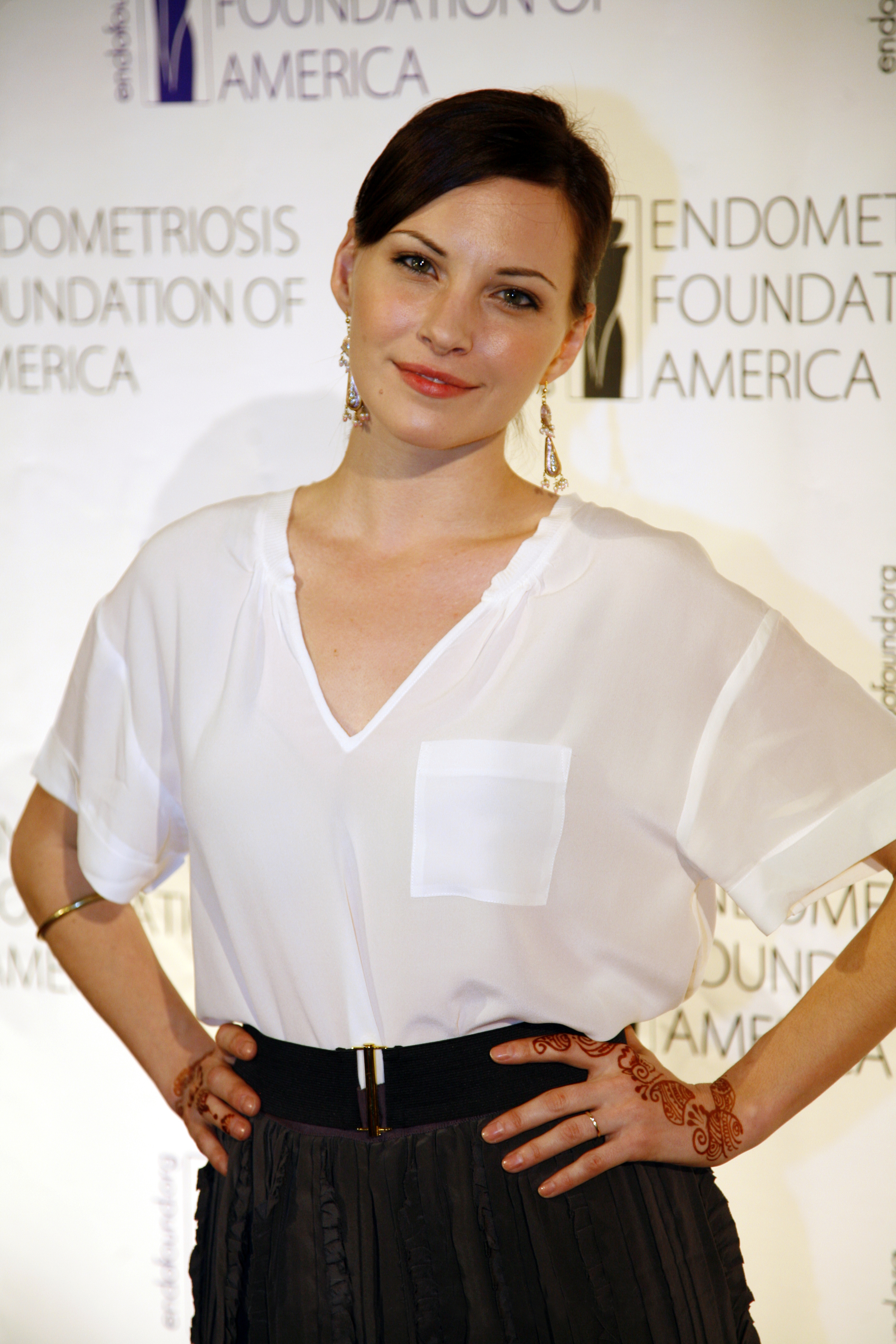
Jill Flint interpreta Jill Casey
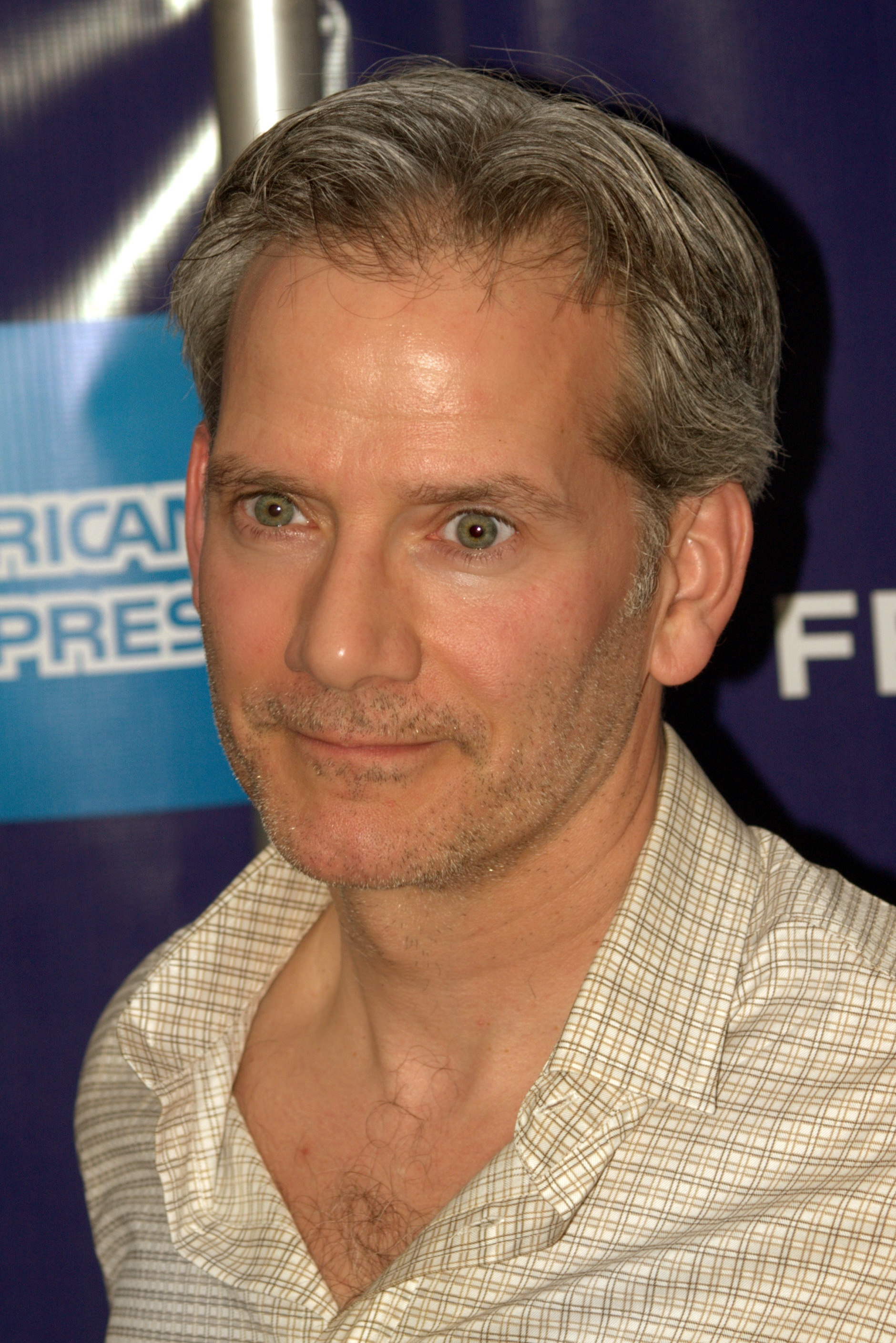
Campbell Scott interpreta Boris
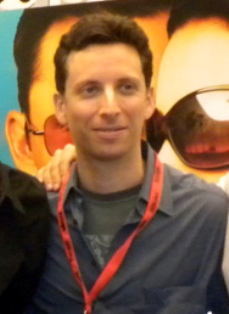
Ben Shenkman interpreta Jeremiah Sacani

### Personaggi secondari
- Miss Newberg (stagioni 1-8), interpretata da Christine Ebersole, doppiata da Anna Rita Pasanisi.
È una signora del luogo, ossessionata dalla chirurgia estetica, cliente abituale della HankMed. Dopo l'arrivo di Eddie, il padre di Hank ed Evan, negli Hamptons, si innamora e si fidanza con lui.
- Tucker Bryant (stagioni 1-2), interpretato da Ezra Miller, doppiato da Flavio Aquilone.
È un ricco adolescente emofiliaco della zona, che diventa amico e paziente di Hank. Nonostante la giovane età, diventa l'erede di tutta la fortuna di famiglia.
- Libby (stagioni 1-3), interpretata da Meredith Hanger, doppiata da Gemma Donati.
È la ragazza di Tucker, decisamente ipocondriaca.
- Rajan Banyopadhyay (stagioni 1-8), interpretato da Rupak Ginn, doppiato da Marco Vivio.
È il promesso sposo di Divya secondo la tradizione indiana del matrimonio combinato.
- Eddie R. Lawson (stagioni 2-8), interpretato da Henry Winkler, doppiato da Mario Cordova.
È il padre di Hank ed Evan, con cui loro hanno perso i contatti da molti anni dopo che abbandonò la famiglia. È sempre stato un truffatore, e gli stessi Hank ed Evan da ragazzi lo hanno aiutato nei suoi lavori. Eddie si è trasferito negli Hamptons per stare un po' vicino ai due figli e riacquistare la loro simpatia, ma nel frattempo continua a compiere truffe ai danni dei vari ricchi della zona. Qui si fidanza con la signora Newberg, con cui va a vivere insieme. In seguito le sue truffe vengono però scoperte dalla polizia, e viene arrestato e messo in prigione; una volta scontata la sua pena, cerca di cambiare vita e di essere una persona migliore.
- Ken Keller (stagioni 2-8), interpretato da Michael B. Silver, doppiato da Alessio Cigliano.
È un ex compagno di scuola di Hank, ora diventato un ricco uomo d'affari agli Hamptons. Da giovani i due non si sono mai presi in simpatia, e la cosa sembra ripetersi da adulti, ma col tempo il loro rapporto si rasserena, anche per via del fatto che Hank si ritrova più volte a curare l'amico. Diventa uno dei principali finanziatori della HankMed.
- Jack O'Malley (stagioni 2-3), interpretato da Tom Cavanagh.
È un giocatore professionista di golf, che per il suo lavoro si trova a frequentare spesso i campi da gioco degli Hamptons. Cerca di continuare la sua professione nonostante dei gravi problemi di salute; diventa così un paziente fisso di Hank. Il loro rapporto evolve in fretta in una stretta e sincera amicizia.
- Emily Peck (stagione 2), interpretata da Anastasia Griffith, doppiata da Giuppy Izzo.
È il medico privato assunto da Boris per sostituire Hank durante un loro soggiorno cubano. È un'arrivista e una persona molto competitiva. Al ritorno di Hank decide di restare negli Hamptons e aprire a sua volta uno studio medico privato. Nonostante la concorrenza sul lavoro, presto i due si innamorano.
- Marisa Casseras (stagioni 2-8), interpretata da Paola Turbay, doppiata da Stella Musy.
È una dottoressa cubana che per prima riesce a diagnosticare la malattia di Boris. Tra i due c'è anche una storia a distanza che dura da molti anni. Boris riesce faticosamente a farla espatriare in America, e qui Marisa scopre di essere incinta dell'uomo.
- Paul Van Dyke (stagioni 3-8), interpretato da Kyle Howard, doppiato da Francesco Venditti.
È un dottore dell'Hamptons Heritage, giovane e sfacciato, a tratti quasi irritante. Il suo modo di porsi coi pazienti non piace a Hank, che però ne riconosce l'abilità medica, tanto che col tempo inizia a collaborare con la HankMed.
- Harper Cummings (stagione 4), interpretata da Kat Foster.
È una pediatra dell'Hamptons Heritage. Tra lei e Hank scatta presto una reciproca attrazione, nonostante il fatto che Harper non ami frequentare dei suoi colleghi.
- Rafa (stagione 4), interpretato da Khotan Fernández, doppiato da Marco Vivio
È un giocatore di polo, originario dell'Argentina, di cui Divya si innamora perdutamente.
- Emma Miller (stagione 6), interpretata da Willa Fitzgerald, doppiata da Rossa Caputo
È la sorella segreta di Hank ed Evan, figlia di Eddie il quale non sapeva della sua esistenza. Ragazza abituata ad arrangiarsi nella vita sin da bambina, cresce senza una famiglia finché non cerca e trova Eddie e prelevando un campione di saliva a sua insaputa, fa il test del DNA che rileva la parentela tra i due. Emma andrà a vivere da Hank. La fiducia di Hank ed Evan verso di lei sarà messa a dura prova diverse volte.

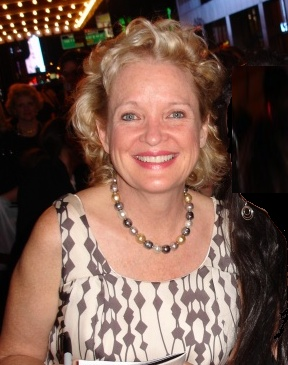
Christine Ebersole interpreta Miss Newberg
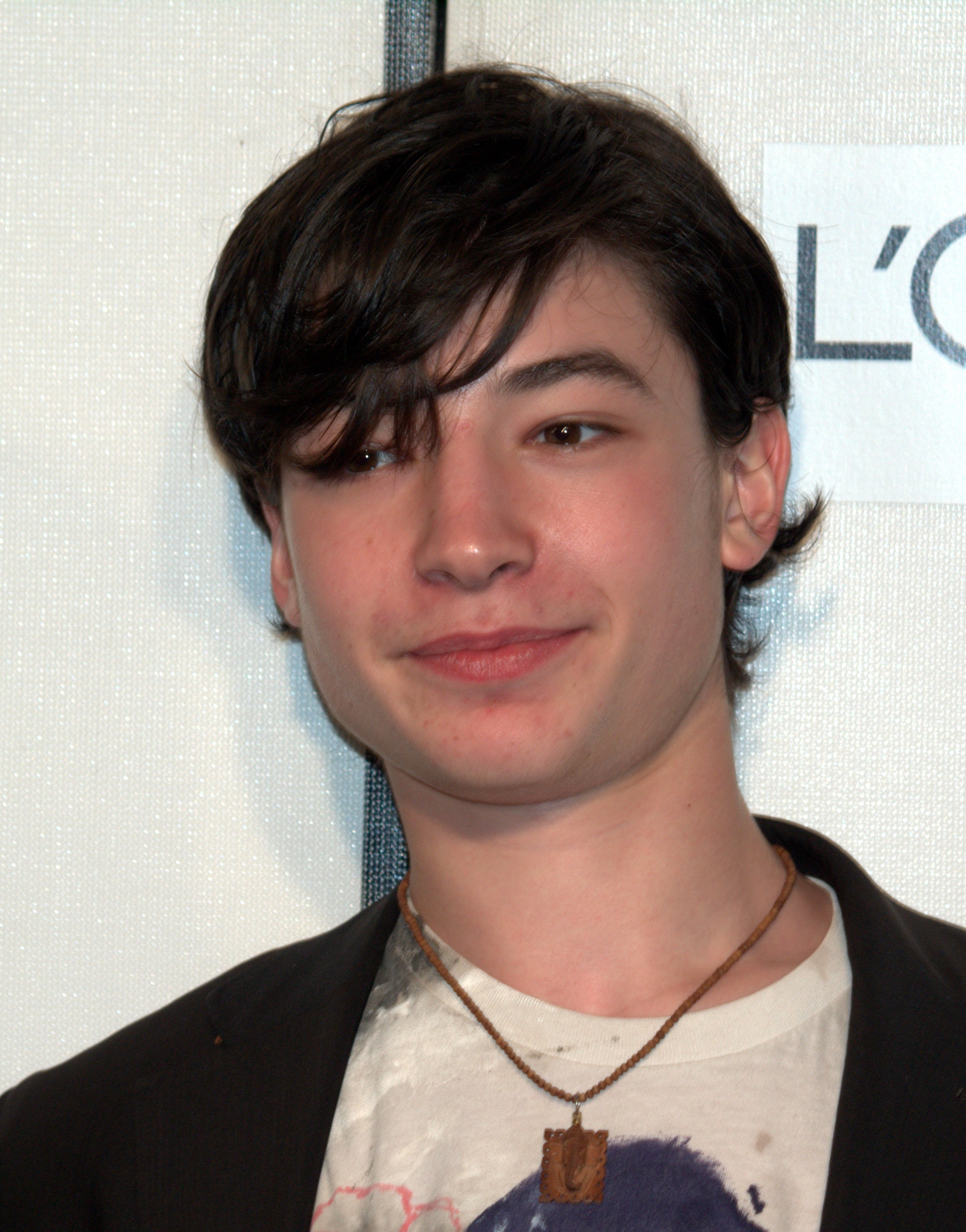
Ezra Miller interpreta Tucker Bryant
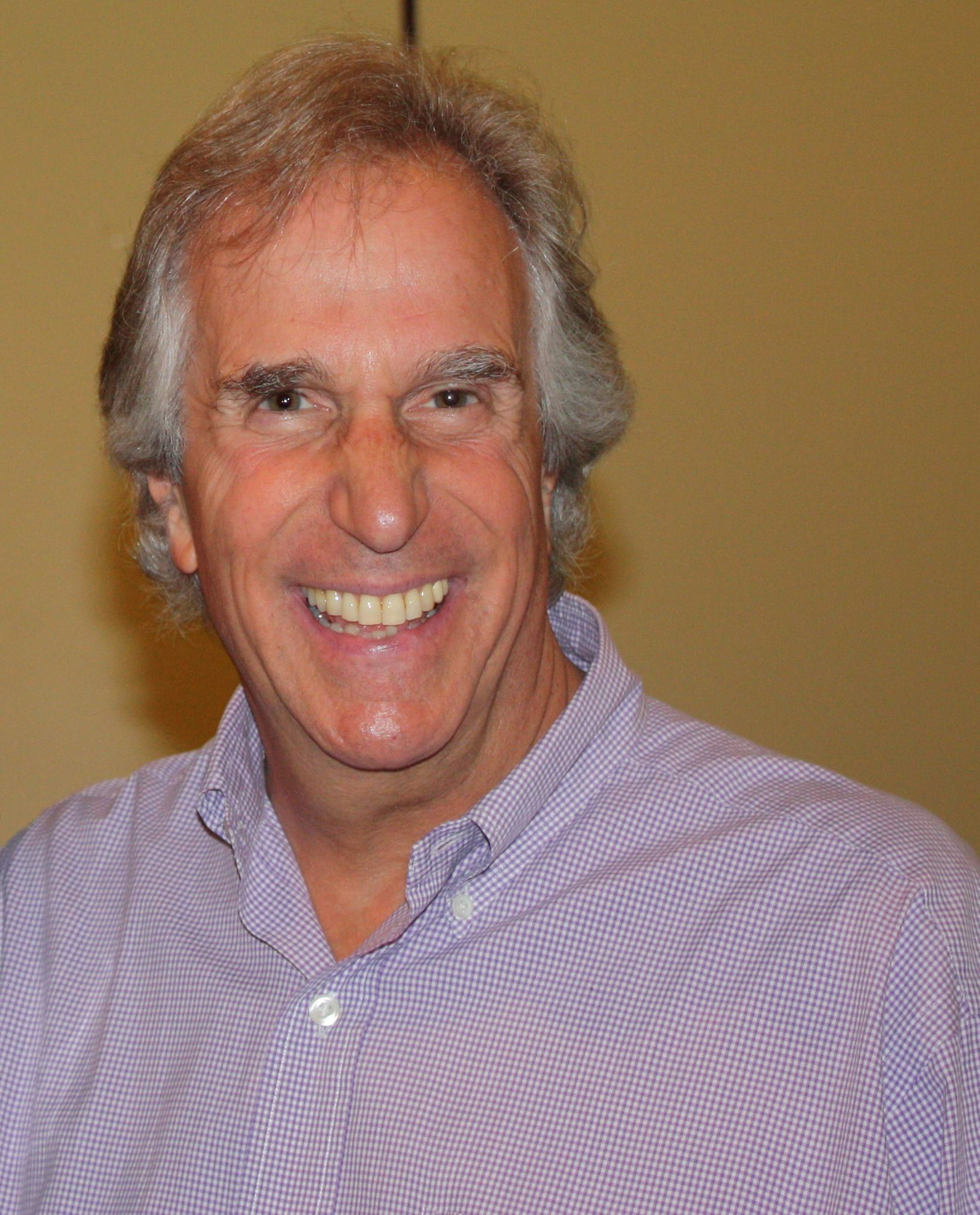
Henry Winkler interpreta Eddie Lawson
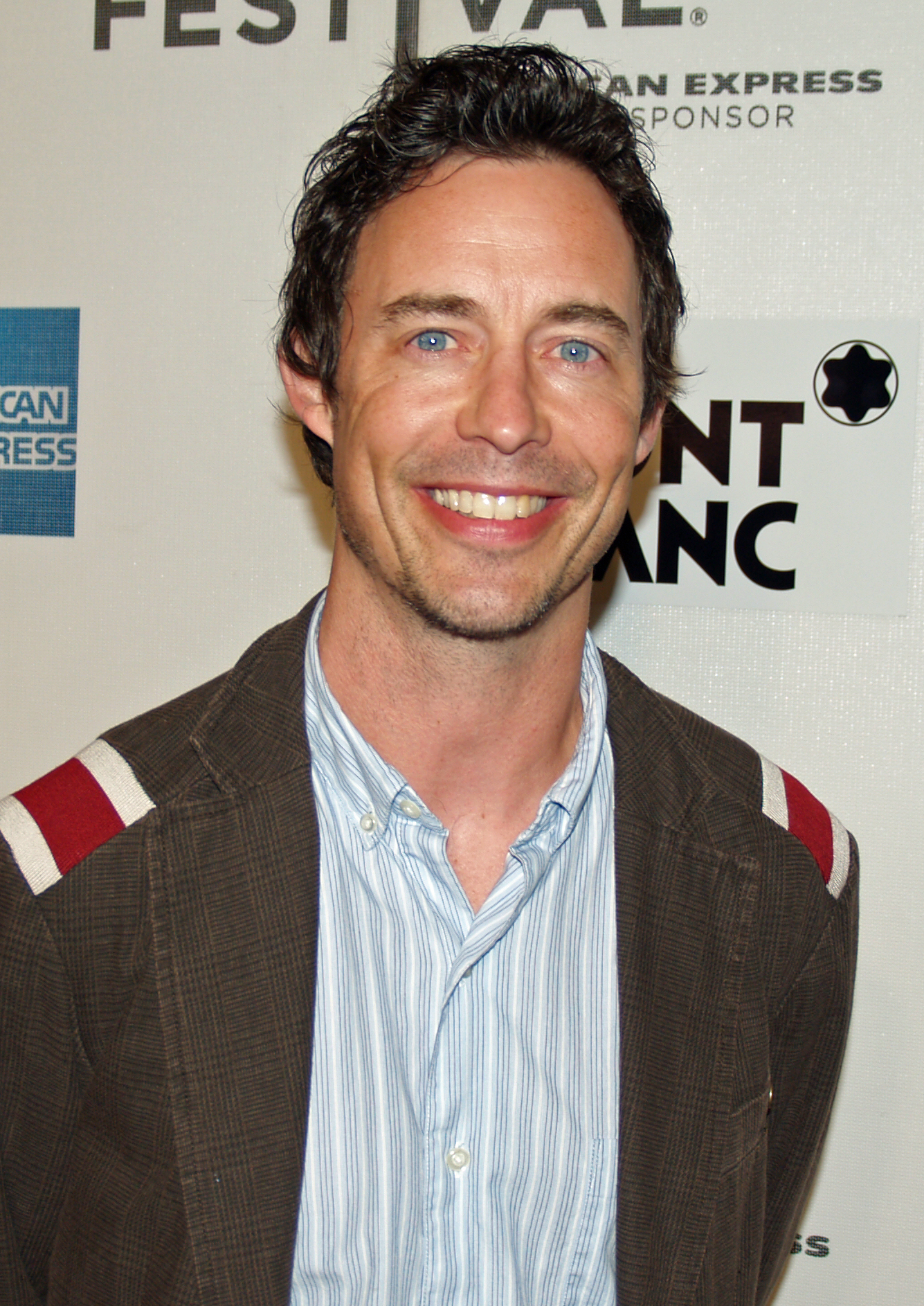
Tom Cavanagh interpreta Jack O'Malley
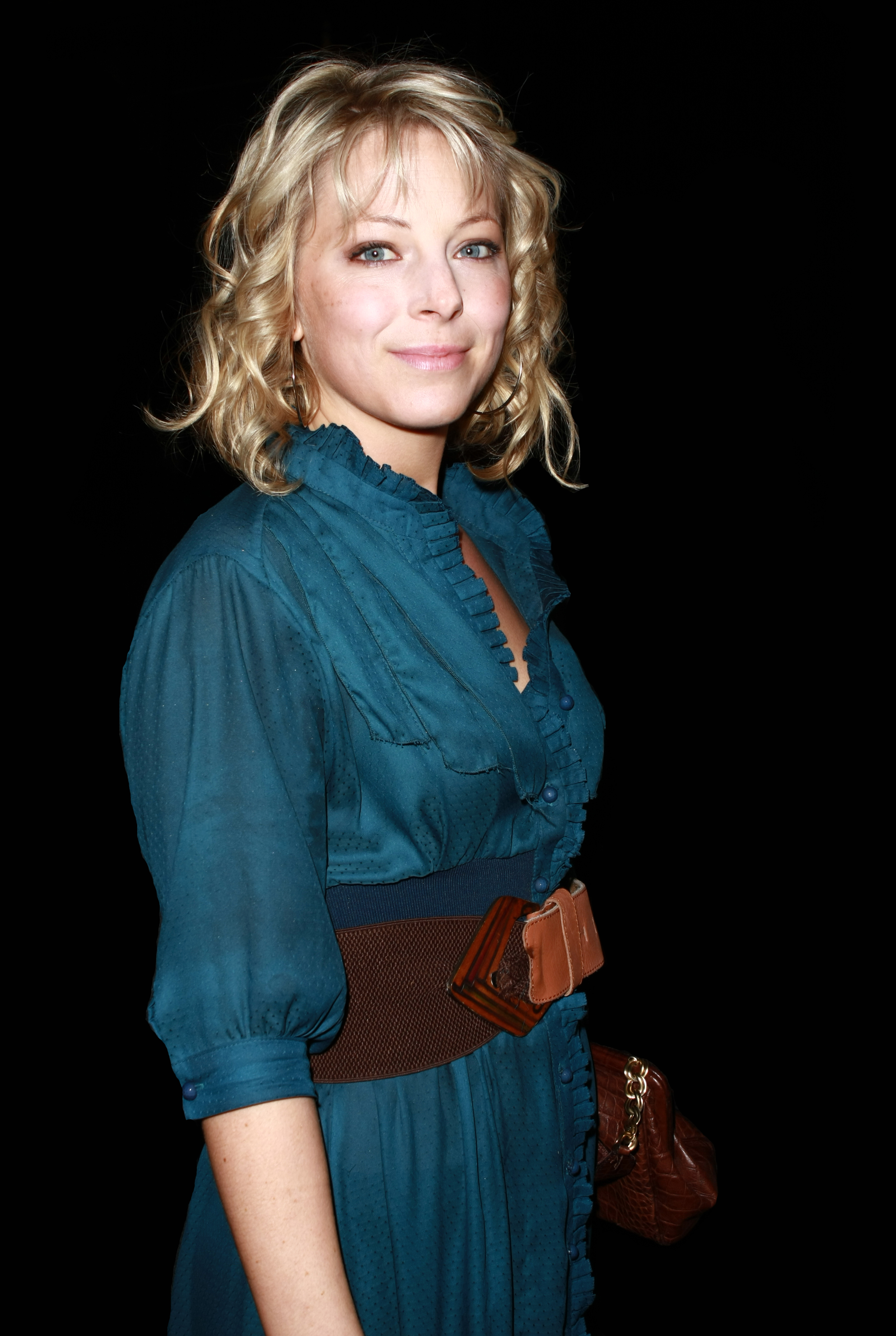
Anastasia Griffith interpreta Emily Peck
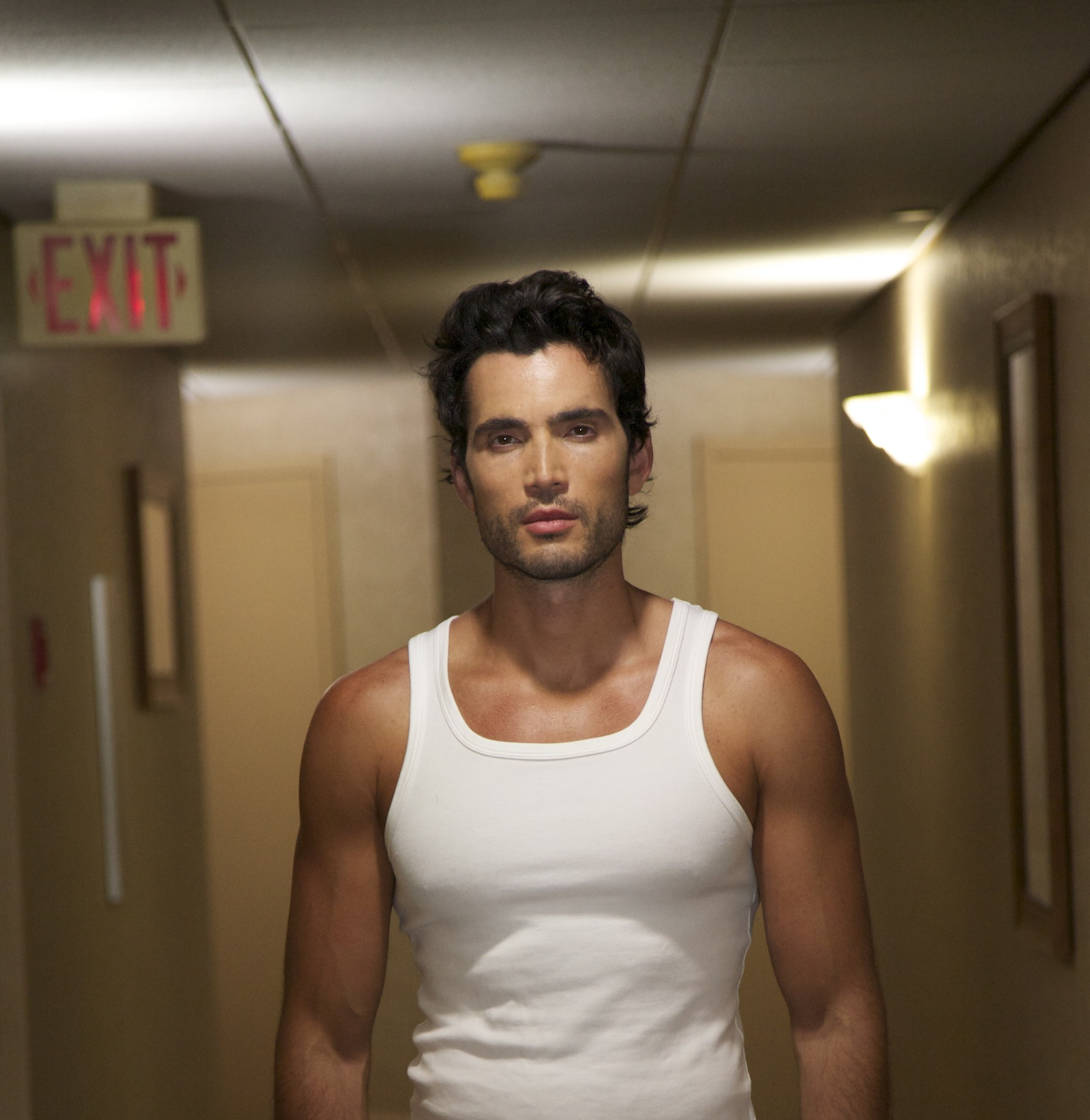
Khotan Fernández interpreta Rafa

### Altri personaggi
- Dieter (stagioni 1-3), interpretato da Dieter Riesle, doppiato da Alessandro Ballico.
È il maggiordomo di Boris. All'apparenza una persona fidata, in realtà cospira contro il suo capo.
- Marshall Bryant (stagione 1), interpretato da Andrew McCarthy.
È il padre di Tucker. È sempre assente per lavoro, non vede quasi mai il figlio, e ha con lui un rapporto molto conflittuale.
- Charlie Casey (stagione 1), interpretato da Bruno Campos, doppiato da Francesco Pezzulli.
È il marito di Jill. Anche se separati da molti anni, non sono ancora ufficialmente divorziati. Ritorna improvvisamente negli Hamptons per tentare di riconquistarla.
- Elizabeth Blair (stagione 2), interpretata da Marcia Gay Harden, doppiata da Laura Boccanera.
È un chirurgo e membro del consiglio dell'Hamptons Heritage. È spesso in contrasto con Jill, soprattutto per via del loro diverso approccio nella gestione dell'ospedale e dei pazienti.
- William Collins (stagioni 2-8), interpretato da Bob Gunton, doppiato da Carlo Reali.
È il padre di Paige, un generale dello United States Army con ambizioni politiche.
- Adam (stagione 2), interpretato da Patrick Heusinger, doppiato da Giorgio Borghetti.
È un ragazzo che Divya ha conosciuto durante una visita a domicilio. Adam è attratto da lei, e anche la ragazza, nonostante sia fidanzata con Rajan, in breve non riesce più a nascondere i sentimenti che prova verso di lui.
- Tally (stagione 2), interpretata da Saidah Arrika Ekulona.
È la governante di Adam.
- Ted Roth (stagioni 3-8), interpretato da Edward Asner.
È il padre di Eddie e nonno di Hank ed Evan, con cui loro hanno perso i contatti fin da quando erano ragazzi, in quanto ha finto la sua morte; prima di farlo ha cacciato di casa il figlio Eddie che, per vendetta, ha cambiato cognome.
- Eric Kassabian (stagione 3), interpretato da Wilmer Valderrama.
È un collezionista d'arte che soffre di alcuni misteriosi problemi di salute. Hank prende a cuore il caso, cercando una maniera per diagnosticare i suoi mali.
- Ernie (stagione 4), interpretato da Donal Logue.
È il fratello di Jill. Lavora come pescatore, e ha molto a cuore la salvaguardia delle tradizioni degli Hamptons.
- Luke (stagione 4), interpretato da Timothée Chalamet.
È il nipote di Jill.
- Dmitry Vasilyev (stagione 4), interpretato da Mark Ivanir.
È un uomo d'affari russo, scontroso e irascibile. Partner di Boris in una difficile trattativa, gli viene affiancato Hank per le cure mediche, dato che Dmitry soffre di una grave forma di diabete.

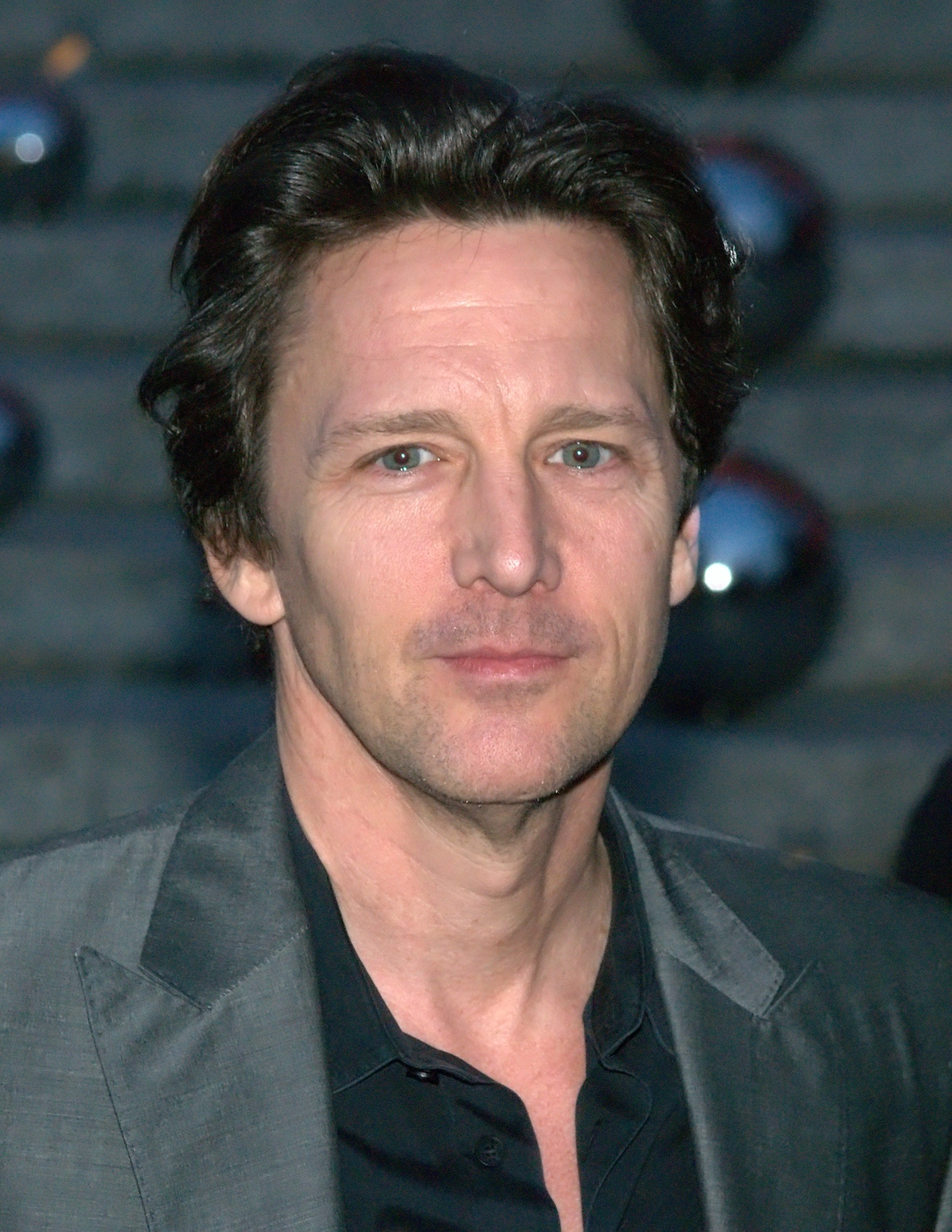
Andrew McCarthy interpreta Marshall Bryant
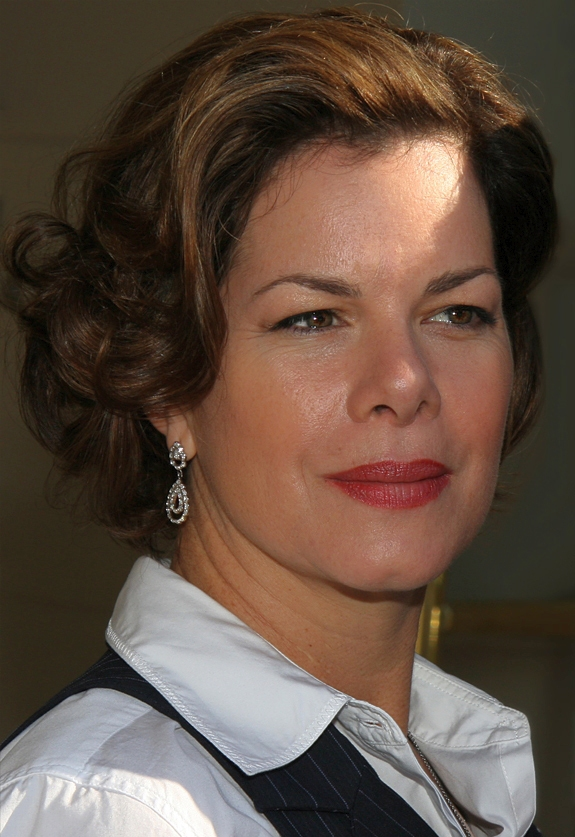
Marcia Gay Harden interpreta Elizabeth Blair
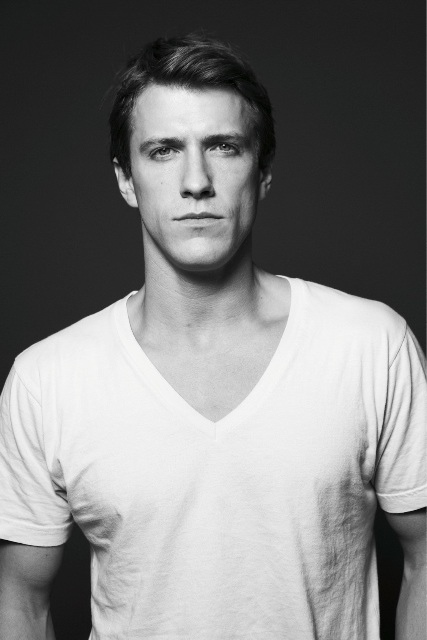
Patrick Heusinger interpreta Adam
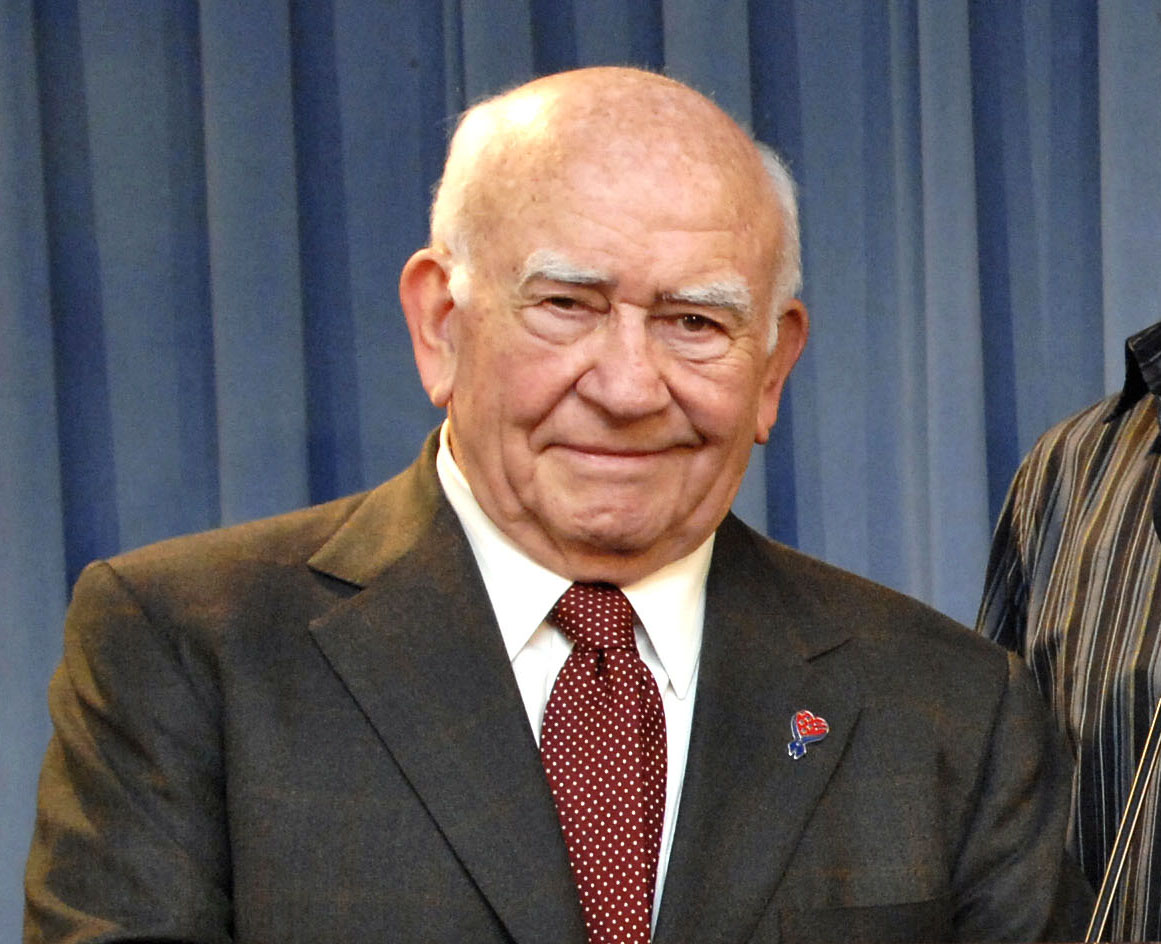
Edward Asner interpreta Ted Roth

## Produzione

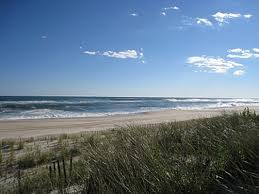
Una tipica veduta degli Hamptons, location principale della serie.

L'episodio pilota di Royal Pains è stato girato a Long Island e New York tra la primavera e l'autunno del 2008. Nel luglio dello stesso anno Mark Feuerstein, già protagonista di varie serie televisive della NBC, è stato scritturato come protagonista del pilota, affiancando sul set il cast già presente. L'episodio, della durata di 90 minuti, è stato diretto da Jace Alexander, già regista del pilot di Burn Notice, altra produzione di USA Network. Andrew Lenchewski ne ha scritto la sceneggiatura, mentre Rich e Paul Frank sono stati i produttori esecutivi del progetto, con Lenchewski co-produttore esecutivo e John P. Rogers produttore. Dopo la visione dell'episodio pilota, nel gennaio del 2009 è stata ordinata una stagione intera con la realizzazione di altri 11 episodi.
Sul passaggio dalla prima alla seconda stagione, Lenchewski ha spiegato che è stato scelto di non fare salti temporali, ma di riprendere invece la narrazione immediatamente dal mattino successivo gli eventi della stagione precedente. Il produttore esecutivo Michael Rauch ha aggiunto che rispetto alla prima stagione, dove uno dei temi principali per Hank ed Evan era l'assenza della famiglia, nella seconda stagione l'elemento caratterizzante dei due personaggi è proprio la presenza della famiglia, visto il ritorno del loro padre; una scelta fatta per analizzare più in profondità i personaggi di Hank ed Evan.
Durante la terza stagione, Mark Feuerstein ha debuttato come regista dirigendo un episodio della serie. L'attore aveva da tempo questo obiettivo, giustificando ciò con le parole: «credo che questo sia un passaggio naturale per chi ha i mezzi ed è appassionato di narrazione». Bill McGoldrick, responsabile delle serialità di USA Network, si è detto favorevole all'operazione, aggiungendo che: «faremo ancora affidamento sui nostri attori per la regia, perché chi meglio di loro conosce questi spettacoli?». Nella quarta stagione, anche Paulo Costanzo è passato dietro la macchina da presa curando la regia di un episodio.
Rinnovata per una seconda stagione il 29 luglio 2009, nel settembre del 2010 la serie è stata ulteriormente rinnovata per una terza stagione, e il 15 settembre dello stesso anno è stata confermata per una quarta stagione; nello specifico, questa stagione ha visto la conclusione con un doppio episodio finale, inteso come un film per la televisione di due ore, che racconta il matrimonio tra Evan e Paige. Il 25 settembre 2012 la serie è stata rinnovata per una quinta stagione e una sesta stagione di 13 episodi ciascuna.. A marzo 2016 viene rinnovata per un'ottava e ultima stagione.

### Cast

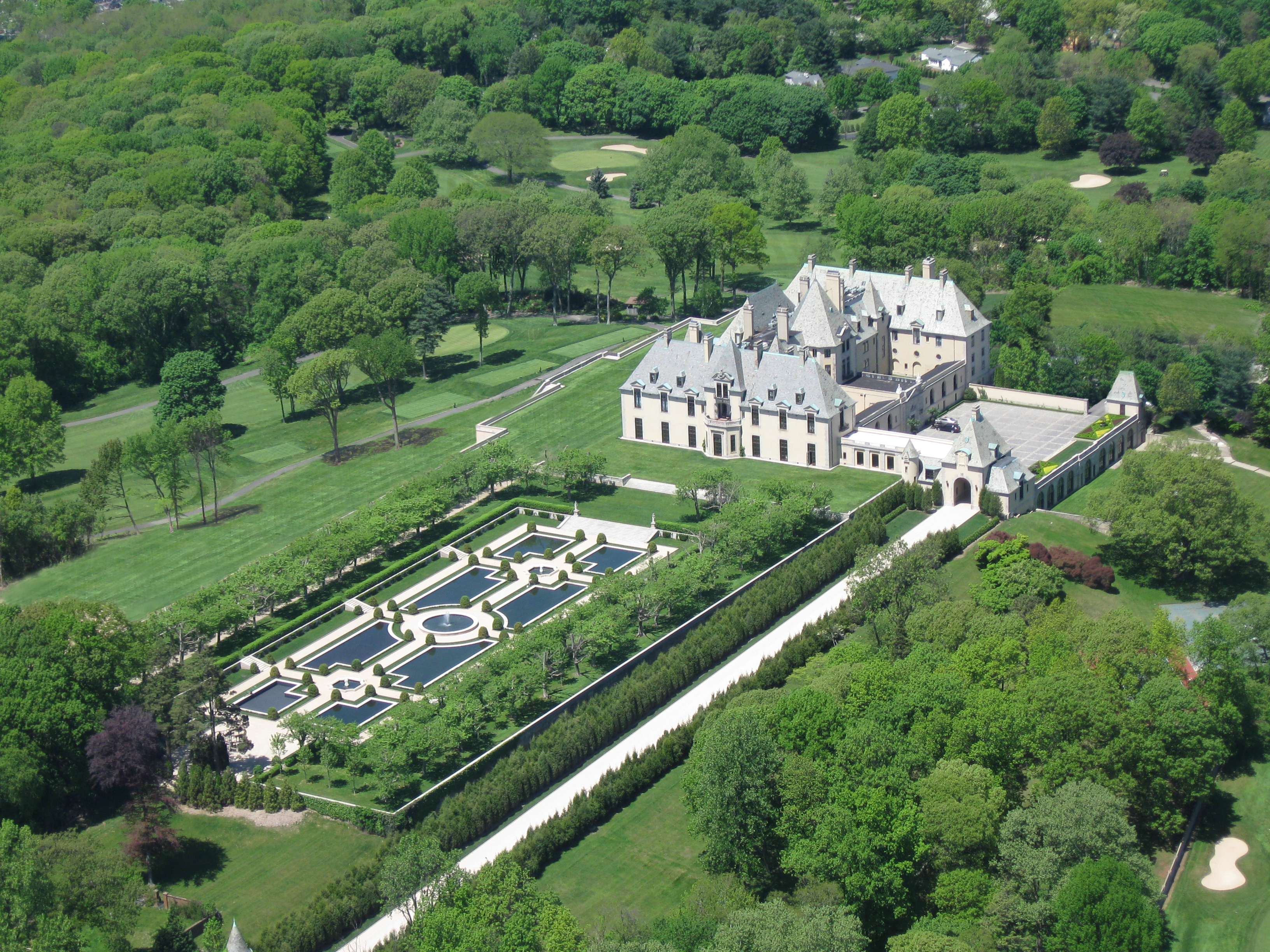
Il castello di Oheka a Huntington, nella finzione la residenza di Boris negli Hamptons.

A proposito del suo personaggio, Mark Feuerstein ha detto che da tempo cercava un ruolo che si adattasse al suo carattere «divertente e affabile». Lo sceneggiatore e co-creatore Andrew Lenchewski già conosceva Feuerstein da circa dodici anni, ma ha comunque provinato una cinquantina di attori prima di sceglierlo per la parte; su di lui, e sulla sua recitazione, ha detto: «è un ragazzo simpatico, un vincente, ma allo stesso tempo ha un'intelligenza che lo rende totalmente credibile».
Dalla seconda stagione, oltre all'entrata nel cast di un attore di peso come Henry Winkler e di un premio Oscar come Marcia Gay Harden, la serie ospita un gran numero di guest star nei suoi episodi. In proposito, Feuerstein ha detto che l'aver a che fare con attori di questo calibro è uno stimolo a dare sempre il meglio, «alzando di conseguenza il livello della recitazione e dello spettacolo». Nella terza stagione si è aggiunto al cast regolare Edward Asner, più volte vincitore del premio Emmy.
Per le prime tre stagioni, il cast principale di Royal Pains è composto dal già citato Mark Feuerstein assieme a Paulo Costanzo, Reshma Shetty e Jill Flint. All'inizio della quarta stagione c'è un primo cambio nel lotto dei protagonisti, con Jill Flint che esce dalla cast fisso e rimane come recurring, mentre Campbell Scott (presente come attore ricorrente dalla prima stagione) e Brooke D'Orsay (dalla seconda) sono promossi a regular. Con la quinta stagione, Ben Shenkman (che aveva esordito con un ruolo secondario nella precedente stagione) entra anche lui tra i protagonisti dello show.

### Location
Royal Pains è girata nello Stato di New York, principalmente negli Hamptons e a Long Island, con alcuni ciclici passaggi nella grande mela. La villa di Boris è il castello di Oheka, nella finzione negli Hamptons, ma situato in realtà a Huntington. Altre sequenze, sempre ambientate negli Hamptons, sono state invece girate in vari luoghi di Long Island come Long Beach, Point Lookout, Northport Village, Freeport, Oyster Bay e Atlantic Beach. Il protagonista Mark Feuerstein si è detto felice di queste location, poiché: «mentre CSI o NCIS vengono girate in magazzini abbandonati o nei bassifondi delle città, noi ci ritroviamo in mezzo a campi da golf, alberghi e ville con piscina».

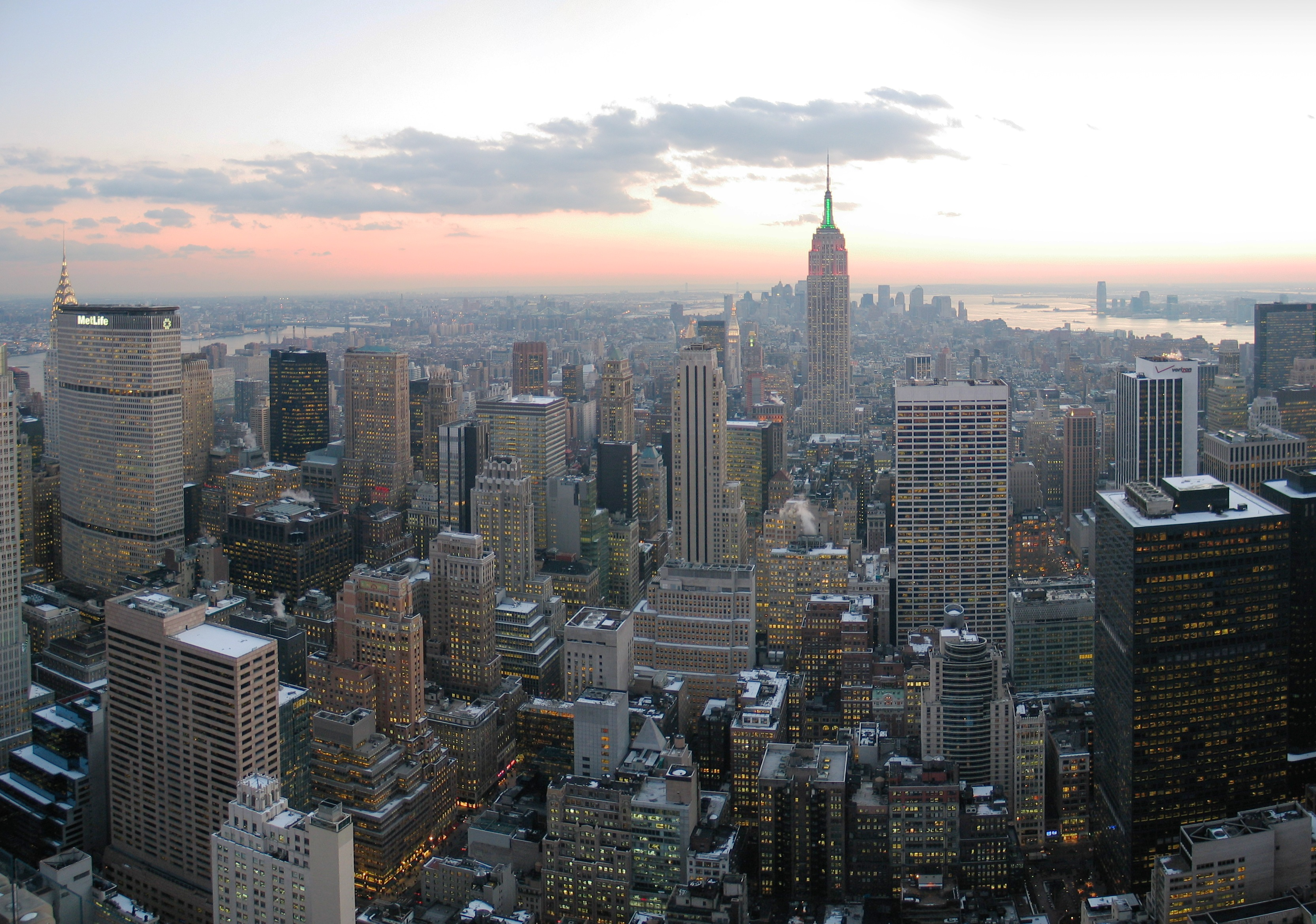
La città di New York è una ricorrente location secondaria della serie.

Andrew Lenchewski aveva subito pensato agli Hamptons come location della serie, poiché per lui hanno rappresentato «il luogo dei sogni dove passare le estati durante gli anni della scuola e del college. In questo ero molto vicino al personaggio di Evan, ovvero qualcuno che è al di fuori di quel mondo ma vuole assolutamente entrarvi a far parte». Oltre a questo, per Lenchewski negli Hamptons c'è una particolare sensazione di «isolamento e romanticismo» al tempo stesso, generata dall'oceano e dalle grandi spiagge.
La serie è ambientata nel periodo estivo ed è caratterizzata da un costante bel tempo, ma Feuerstein ha rivelato che è molto difficile avere perennemente un clima estivo a New York nell'arco dei sei mesi di produzione necessari per le riprese: «non c'è giorno in cui magari abbiamo bisogno di una perfetta giornata di sole, ma c'è invece la minaccia di piogge torrenziali». L'attore ha ammesso che in molti casi sono fortunati nel trovare bel tempo, mentre in altri si rimedia con riprese ad hoc per mascherare il maltempo, o con lo spostamento delle scene in ambienti interni.
Durante la seconda stagione, due episodi hanno avuto come sfondo Cuba, ma per via dell'embargo contro l'isola le riprese si sono svolte in realtà a Porto Rico. La produzione di questo doppio episodio si è resa indispensabile dopo l'estensione della seconda stagione a 18 episodi, ed era quindi necessario trovare uno stratagemma per mantenere un'idea di clima estivo durante tutto l'arco narrativo della stagione. Per poter quindi rimanere nei tempi della produzione, ed evitare quelle che nella prima stagione erano state ironicamente chiamate dal cast «The Royal Rains» («le piogge reali»), le riprese a Porto Rico sono partite in piena primavera, quando ancora non c'erano le foglie sugli alberi. Dato che i due episodi sono stati girati all'inizio delle riprese, ma si inseriscono temporalmente al centro della stagione, essi non sono stati realizzati seguendo la continuity, e Feuerstein ha commentato che in questo caso è stato molto caotico «tuffarsi in mezzo alla stagione», sia per gli attori che per gli sceneggiatori. L'attore si è detto entusiasta di questa trasferta, ma ha anche ammesso di essere stato preoccupato dalle reazioni del pubblico, il quale a suo dire poteva pensare: «stanno già saltando lo squalo. Hanno bisogno di andare a Cuba perché stanno cercando di trovare un modo per rendere più interessante la serie, hanno già esaurito le idee con gli Hamptons». Continuando in questo senso, all'inizio della terza stagione c'è stata una breve trasferta dei fratelli Lawson in Florida, mentre il doppio episodio finale che conclude la quarta stagione, ha visto i protagonisti muoversi a Las Vegas.

### Logo
Il simbolo "℞" presente nella stilizzazione grafica del titolo ℞oyal Pains indica in medicina la prescrizione di una ricetta medica. Il simbolo vuol dire appunto "prescrizione", e talvolta viene traslitterato in "Rx" o semplicemente in "Rx". Nasce nel Medioevo come abbreviazione del verbo latino recipe, forma imperativa di recipere ("prendere", "fare così"). L'origine del simbolo viene invece fatta ricondurre, per la loro somiglianza, all'Occhio di Horo o all'antico simbolo di Zeus e Giove ("♃").

## Colonna sonora
La canzone che accompagna i titoli di testa della serie è Independence, cantata dal gruppo musicale danese The Blue Van.

## Trasmissione internazionale
- Stati Uniti d'America: Royal Pains, USA Network, dal 4 giugno 2009
- Italia: Royal Pains, Joi, dal 10 settembre 2009[32]
- Spagna: Royal Pains, Paramount Comedy, dal 14 ottobre 2009
- Polonia: Bananowy doktor, TVP 1 (st. 2), dal 6 gennaio 2010
- Australia: Royal Pains, Seven Network, dal 1º febbraio 2010[33]
- Portogallo: Mágoas de Grandeza, Sony Entertainment Television, dal 15 febbraio 2010
- Brasile: Royal Pains, Sony Entertainment Television, dal 21 febbraio 2010
- Messico: Royal Pains, Sony Entertainment Television, dal 21 febbraio 2010
- Grecia: Royal Pains, Star Channel, dal 13 marzo 2010
- Romania: Royal Pains, Universal Channel, dal 3 maggio 2010
- Regno Unito: Royal Pains, Universal Channel (st. 2), dal 9 maggio 2010
- Filippine: Royal Pains, 2nd Avenue, dall'11 maggio 2010
- Israele: Royal Pains, Yes Drama, dall'8 giugno 2010
- Giappone: 救命医ハンク セレブ診療ファイル (kyumeii hanku: serebu shinryo fairu), WOWOW, dal 3 luglio 2010
- Bulgaria: Доктор на повикване (Houscall Doctor), Nova Television, dal 17 luglio 2010
- Francia: Royal Pains, Canal+, dal 18 luglio 2010
- Norvegia: Royal Pains, Viasat 4, dal 19 luglio 2010
- Slovenia: Dr. De Luxe, POP BRIO, dal 3 settembre 2010
- India: Royal Pains, STAR World (st. 2), dal 12 dicembre 2010
- Indonesia, Singapore, Malaysia: Royal Pains, Universal Channel (st. 2) dal 2010, STAR World (st. 3) dal 2011
- Finlandia: Kallista kipua, MTV3, dal 7 gennaio 2011
- Germania: Royal Pains, RTL Television, dal 17 maggio 2011
- Belgio: Royal Pains, 2BE, dal 5 giugno 2011
- Serbia: Lekar po porudzbini, Fox Life, dal 6 giugno 2011
- Svizzera: Royal Pains, SF zwei, dal 6 giugno 2011
- Danimarca: Royal Pains, TV 3
- Svezia: Royal Pains, TV6

## Accoglienza

### Pubblico
Royal Pains si è subito imposto negli Stati Uniti d'America come uno degli show più visti sulla televisione via cavo. La première del 4 giugno 2009 è stata seguita da 5.570.000 spettatori, il più alto esordio per una nuova serie di USA Network dal debutto di Psych nel 2006. Nel secondo e terzo episodio la serie è stata seguita rispettivamente da 5.590.000 e 6.500.000 spettatori, diventando il primo show negli ultimi cinque anni ad aver fatto registrare un incremento dell'audience negli episodi successivi. Nel complesso, la prima stagione ha fatto registrare un'audience media di 5.970.000 spettatori.

### Critica

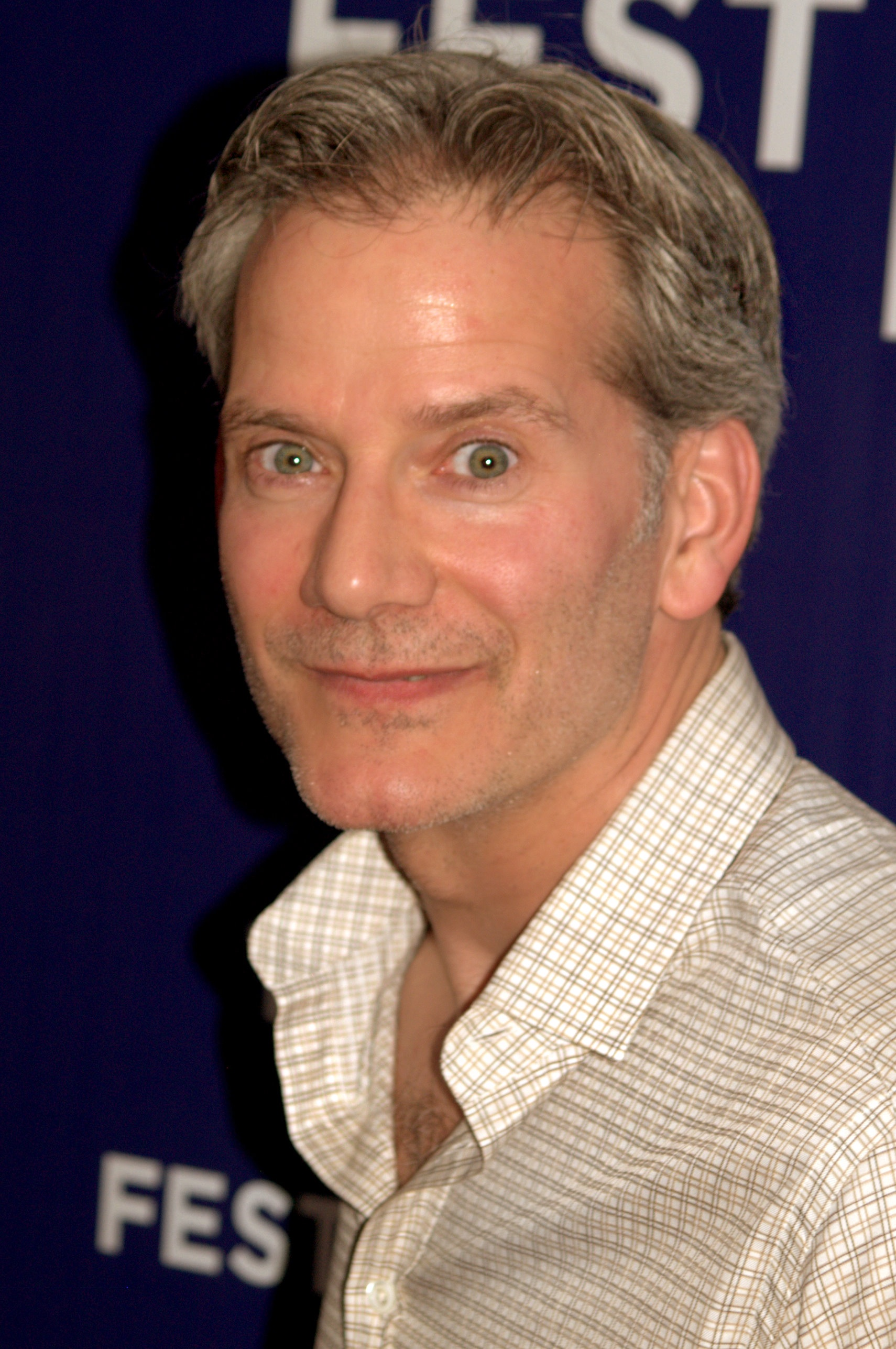
Pareri contrastanti sulla serie da parte della critica, che però si è trovata d'accordo nel lodare l'interpretazione di Campbell Scott.

Il sito web Metacritic ha assegnato alla prima stagione di Royal Pains un punteggio di 62/100 da parte della critica e di 7,5/10 da parte degli utenti. James Chamberlin del sito IGN ha recensito l'episodio pilota in maniera soddisfacente. Ha apprezzato la relazione tra Hank ed Evan, spiegando che «i loro caratteri sono molto diversi, con Evan che cerca sempre di vivere la vita al massimo, mentre Hank è un po' più riservato. La cosa è bilanciata abbastanza bene», nonché l'alchimia creatasi tra i vari protagonisti. Ha inoltre messo positivamente l'accento sull'idea che Hank riesca a far fronte alle emergenze con quello che trova a disposizione intorno a lui, particolare che «ricorda quanto avrebbe fatto Richard Dean Anderson nei panni di MacGyver». Nella successiva recensione della prima stagione, Chamberlin ha lodato «la miscela unica di medicina, intrigo e commedia, che funziona alla grande», segnalando in particolar modo la prova di Campbell Scott, «paragonabile a un cattivo di James Bond», e lo «straordinario lavoro di profondità» fatto dagli sceneggiatori anche per i personaggi minori, assegnando così alla serie un punteggio di 8,2/10.
Da parte della carta stampata, i pareri su Royal Pains sono stati contrastanti. Tra i positivi, Ken Tucker di Entertainment Weekly specifica che «una volta accettate le strane premesse della serie, non è poi difficile seguire i suoi ritmi da fumetto», definendola «divertente e inaspettatamente stravagante», e sottolineando come il protagonista Mark Feuerstein abbia finalmente trovato un ruolo su misura per lui. Rob Owen del Pittsburgh Post-Gazette individua invece in Evan il personaggio per cui la serie merita di essere seguita: «ottiene i dialoghi migliori, ed è al centro delle scene più divertenti». Per Robert Lloyd del Los Angeles Times «l'intelligenza e le capacità di Hank, per certi versi, sono le cose che lo rendono il personaggio meno interessante. Le cose migliori accadono intorno a lui, con il comico Evan e l'intelligente Tucker».
Tra i commenti negativi, Ginia Bellafante del New York Times afferma che «la serie potrebbe essere un veicolo per dire qualcosa sull'iniquità del sistema sanitario statunitense, oppure essere una scusa per mostrare inquadrature panoramiche di prati di velluto e cancelli in ferro battuto. Scommetterei sulla seconda». Linda Stasi del New York Post l'ha etichettata come «una lettura d'estate, divertente, sciocca e poco profonda», mentre il New York l'ha trovata «una serie pessima ma guardabile», un mix tra «Gossip Girl e un medical drama, che però non può essere una ricetta per la qualità», e con Mark Feuerstein «stranamente adorabile». David Hinckley del Daily News trova che il lusso, le belle donne e quant'altro presente nello show «suona tutto un po' forzato, e lo è», ma che non sia questo il problema di fondo, che invece sarebbe il continuo compiacimento per tutti questi eccessi. In un successivo articolo scritto all'inizio della terza stagione, Hinckley ha pressoché confermato il suo giudizio non esaltante: «si sa quello che è, uno spettacolo d'estate per il divertimento estivo, che non si complica le cose cercando di essere qualcosa di più». Maureen Ryan del Chicago Tribune non è rimasta a sua volta colpita, poiché «sulla carta, la nuova serie dovrebbe essere altrettanto divertente come Burn Notice», ma è invece «troppo prevedibile per fare una grande impressione». A suo dire, Mark Feuerstein «non riesce a dare nulla al suo personaggio, tra l'altro blandamente scritto», salvando così solo Campbell Scott, il cui personaggio invece «ha tutto il carisma che al medico manca».
Per quanto concerne la critica europea, anch'essa ha dato giudizi opposti sulla serie. In Italia, Aldo Grasso del Corriere della Sera l'ha generalmente ben accolta, mettendo positivamente in risalto la scelta degli Hamptons: «quando si dice location. [...] Ovviamente l'ambientazione non basta, ma aiuta», e definendo Royal Pains «un medical drama che non disdegna la soap: casi clinici da risolvere ma anche intrighi sentimentali». In Spagna, Alberto Rey del Mundo ha invece stroncato in toto lo show, liquidandolo come una miscela di varie serie televisive, Gossip Girl in primis, mal riuscita.

### Controversie

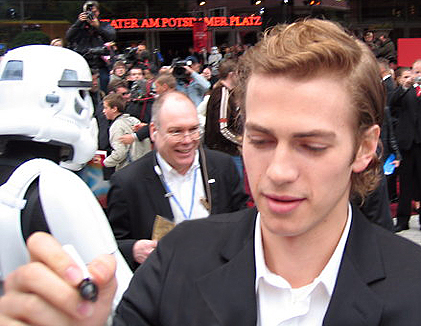
L'attore Hayden Christensen e il fratello Tove hanno accusato USA Network di aver rubato loro l'idea alla base di Royal Pains.

Il 6 luglio 2010 l'attore Hayden Christensen e suo fratello maggiore Tove hanno intentato un'azione legale contro USA Network presso la Corte distrettuale di Manhattan, accusando il network di avergli sottratto l'idea alla base di Royal Pains. Nel procedimento, i due fratelli hanno sostenuto di aver proposto nel 2005 all'emittente una loro idea per una serie televisiva chiamata Housecall, che vedeva protagonista un medico a domicilio di Malibù alle prese con ricchi e famosi pazienti. Essi hanno anche affermato che nell'occasione la dirigenza del network avrebbe ammesso di non essere a conoscenza dell'esistenza della professione di medico a domicilio, e di avergli confidato che il soggetto proposto fosse un'idea molto affascinante, pur tuttavia non mostrandosi interessata a essa. I fratelli non hanno sporto denuncia per violazione di copyright, bensì per rottura di contratto verbale, concorrenza sleale e ingiusto arricchimento, chiedendo come risarcimento una parte dei profitti derivanti dalla serie. All'uscita della notizia della causa, USA Network non ha rilasciato dichiarazioni ufficiali in merito.
Il 10 maggio 2011 il giudice chiamato a dirimere la controversia ha respinto le accuse dei fratelli Christensen, stabilendo che non ci sono prove sufficienti perché i due possano rivendicare una violazione di contratto, poiché fondamentalmente la questione riguarda «cose che non sono protette da copyright, come ad esempio le idee». A seguito di ciò, l'avvocato dei due fratelli ha annunciato l'intenzione di impugnare la sentenza, che in seguito è stata parzialmente rivista in appello, in favore dei Christensen, nel giugno del 2012.

## Riconoscimenti
- 2012 - People's Choice Awards
  - Nomination Miglior serie TV commedia via cavo[57]
- 2012 - Young Artist Award
  - Nomination Miglior interpretazione in una serie TV - Giovane attore guest star a Sami Gayle

## Edizioni home video
Universal Studios Home Entertainment ha distribuito in DVD la prima stagione di Royal Pains a partire dal 25 maggio (per le edizioni "Regione 1") e dal 25 agosto 2010 (per le edizioni "Regione 4"), entrambe arricchite con vari contenuti speciali.
La seconda stagione è stata distribuita sempre in DVD (in edizione "Regione 1") dal 17 maggio 2011. Tutti gli episodi di Royal Pains sono inoltre disponibili su iTunes.

## Opere correlate

### Libri
Similmente con quanto già fatto per altre produzioni di USA Network, a partire dall'inizio del 2011 la casa editrice statunitense Signet Books ha iniziato la pubblicazione di alcuni romanzi ispirati alla serie televisiva:
- (EN)  D.P. Lyle, M.D., First, Do No Harm. Signet Books, 2011[62]
- (EN)  D.P. Lyle, M.D., Sick Rich. Signet Books, 2012[63]